# Inwar

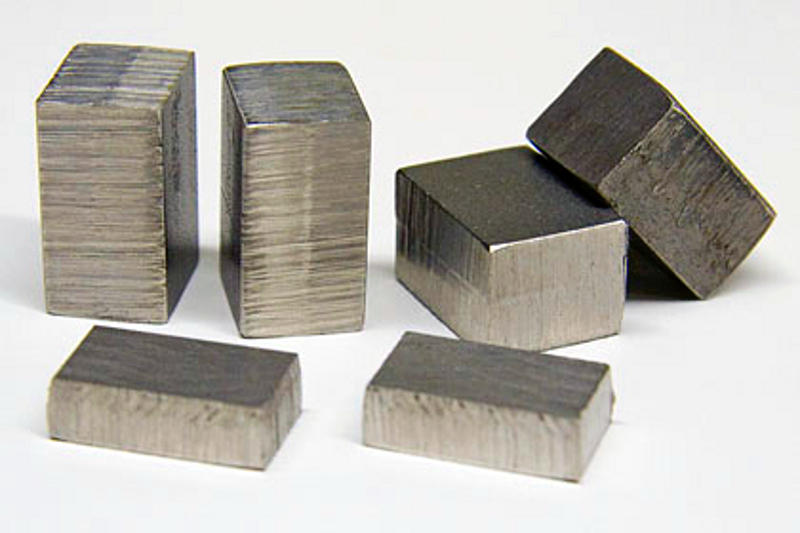
Inwar

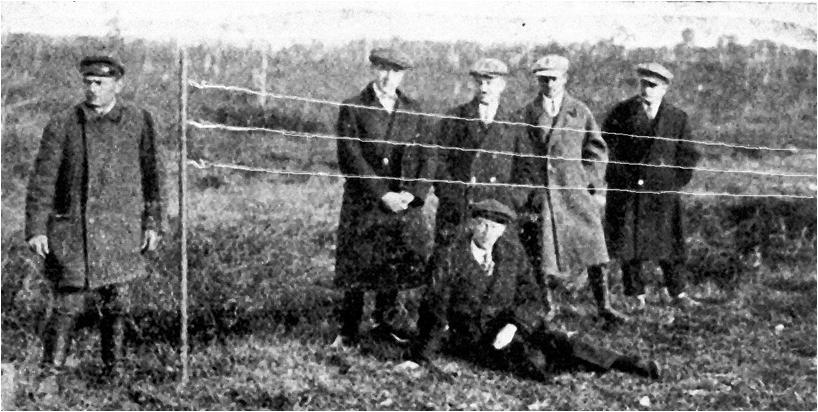
Druty inwarowe (lata 20. XX wieku)

Inwar – stop żelaza (54–64%) i niklu (36–46%) z niewielkim dodatkiem węgla i chromu. Z powodu bardzo małego współczynnika rozszerzalności cieplnej jest stosowany m.in. do wytwarzania precyzyjnych przymiarów (stosowane w geodezji: druty inwarowe i inwarowe łaty do niwelacji precyzyjnej), w mechanizmach precyzyjnych (zegarach, zaworach silnikowych). Jest podstawowym stopem stosowanym na warstwę bierną w termobimetalach.
Średni współczynnik rozszerzalności cieplnej α inwaru w zakresie temperatur 20–100 °C jest mniejszy niż 1,3×10−6/K, (1,3 ppm/K), punkt Curie wynosi 230 °C, a gęstość 8,1 g/cm3. Dla porównania, zwykłe stale mają współczynnik α w zakresie 11–15 ppm. Dla wysokiej jakości stopów inwarowych z dodatkiem kobaltu, Fe-Ni-Co, (np. Fe63Ni32Co5, tzw. super inwar) współczynnik α spada praktycznie do zera w zakresie 20–215 °C.
Został wynaleziony w 1897 roku przez francusko-szwajcarskiego fizyka Charlesa Guillaume, któremu za badania nad stopami Fe-Ni przyznano Nagrodę Nobla w dziedzinie fizyki w roku 1920.